# 新宿区立の学校一覧
新宿区立の学校一覧（しんじゅくくりつのがっこういちらん）は、新宿区によって設立運営されている学校を50音順に並べ、分類したものである。

## 小学校
- 新宿区立愛日小学校
- 新宿区立市谷小学校
- 新宿区立牛込仲之小学校
- 新宿区立江戸川小学校
- 新宿区立大久保小学校
- 新宿区立落合第一小学校
- 新宿区立落合第二小学校
- 新宿区立落合第三小学校
- 新宿区立落合第四小学校
- 新宿区立落合第五小学校
- 新宿区立落合第六小学校
- 新宿区立柏木小学校
- 新宿区立津久戸小学校
- 新宿区立鶴巻小学校
- 新宿区立天神小学校
- 新宿区立富久小学校
- 新宿区立戸山小学校
- 新宿区立戸塚第一小学校
- 新宿区立戸塚第二小学校
- 新宿区立戸塚第三小学校
- 新宿区立西新宿小学校
- 新宿区立西戸山小学校
- 新宿区立花園小学校
- 新宿区立東戸山小学校
- 新宿区立四谷小学校
- 新宿区立四谷第六小学校
- 新宿区立余丁町小学校
- 新宿区立淀橋第四小学校
- 新宿区立早稲田小学校

### 過去に存在した小学校
- 淀橋第五尋常小学校（1946年閉校）

　昭和２０年５月空襲により校舎全焼。
戦後、現在の区役所のあるところに校地を移して再開校する予定だったが、そのまま昭和２１年廃校。
- 新宿区立淀橋第二小学校（1986年淀橋第六小へ統合）[1]
- 新宿区立四谷第五小学校（1995年四谷第七小と統合し新宿区立花園小学校へ）[2]※校舎・体育館は現存しており、2008年から吉本興業および同社のグループ会社が新宿区から賃借し東京本部ビルとして利用している[3]。
- 新宿区立四谷第七小学校（1995年四谷第五小と統合し花園小へ）[2]
- 新宿区立淀橋第一小学校（1997年淀橋第七小と統合し新宿区立柏木小学校へ）[4]
- 新宿区立淀橋第七小学校（1997年淀橋第一小と統合し柏木小へ）[4]
- 新宿区立淀橋第三小学校（1997年淀橋第六小と統合し新宿区立西新宿小学校へ）[5]
- 新宿区立淀橋第六小学校（1997年淀橋第三小と統合し西新宿小へ）[5]
- 新宿区立牛込原町小学校（1998年牛込仲之小学校へ統合）[6]
- 新宿区立四谷第一小学校（2002年在校生を四谷第三小に移動して廃止後、2007年新宿区立四谷小学校を開校）[7]
- 新宿区立四谷第三小学校（2007年四谷小へ統合）[7]
- 新宿区立四谷第四小学校（同上）[7]

## 中学校
- 新宿区立牛込第一中学校
- 新宿区立牛込第二中学校
- 新宿区立牛込第三中学校
- 新宿区立落合中学校
- 新宿区立落合第二中学校
- 新宿区立新宿中学校
- 新宿区立新宿西戸山中学校
- 新宿区立西新宿中学校
- 新宿区立西早稲田中学校
- 新宿区立四谷中学校

## 特別支援学校
- 新宿区立新宿養護学校